# Naturschutzgebiet Im Fort westlich der Vellenfurth
Koordinaten: 51° 34′ 8″ N, 6° 48′ 55″ O
Das Naturschutzgebiet Im Fort westlich der Vellenfurth liegt auf dem Gebiet der Stadt Dinslaken im Kreis Wesel in Nordrhein-Westfalen.
Das Gebiet erstreckt sich östlich der Kernstadt Dinslaken. Westlich des Gebietes verläuft die A 3.

## Bedeutung
Für Dinslaken ist seit 1993 ein rund 57,0 ha ha großes Gebiet unter der Kenn-Nummer WES-058 als Naturschutzgebiet ausgewiesen.